# Paridon Sahlberg
Carl Axel Paridon Sahlberg, född 27 april 1906 i Falköping, död 19 oktober 1986 i Falköping, var en diktare som skrev dikter på västgötska under signaturen Caps.

## Tonsättningar
- Utkik över slätta - Lena sjunger Caps (1985) kassett